# Automatic Train Control
Automatic Train Control, ATC, är ett samlingsnamn för olika säkerhetssystem för järnväg som kraftigt minskar risken för olyckor som orsakas av handhavandefel från lokföraren. ATC kallas idag även för ATP, Automatic Train Protection.
I enklare form övervakar ATC endast att den tillåtna hastigheten inte överskrids eller att en stoppsignal inte passeras. Mer avancerade varianter kan även hantera information om plattformars placering, banlutning, att en signal längre fram visar stopp och så vidare och kan därför även användas för automatisk tågkörning.
ATC eller liknande system är en förutsättning för att köra tåg fortare än 80 km/h, eftersom risken att föraren missar signaler blir för stor i högre hastigheter.
Det första systemet för att automatiskt stoppa tåg som kör mot rött togs i drift 1901 och var mekaniskt. En mekanisk arm lyftes vid rött, och träffade ett bromshandtag på tåg som kördes mot rött. Det första systemet i drift med elektromagnetisk överföring var det tyska PZB som infördes 1934 och används än i Tyskland och flera andra länder.

## Funktion
Invid tavlor och signaler utefter järnvägsspåret ligger sändare. Sändarna är oftast fast placerade överföringspunkter, så kallade baliser, men kan även finnas i själva rälsen (tunnelbanor), genom slingor, via radio eller kombinationer av dessa. En balis är en robust låda som innehåller elektronik och en radioantenn som aktiveras när den antenn som sitter under loket passar över den.  Baliserna ger exempelvis information om vad en signal visar eller om vad den största tillåtna hastigheten är. När lokets antenn åker över balisen avläses informationen i balisen med hjälp av radiovågor. Informationen bearbetas av en dator och presenteras för lokföraren på instrumentbrädan.
Om tåget framförs i strid med informationen från baliserna (exempelvis kör med för hög hastighet eller försöker passera en stoppsignal) griper ATC-utrustningen ombord på loket in och utför lämpliga åtgärder. I svensk ATC utförs antingen så kallad driftbroms eller nödbroms, allt utifrån situationen. Driftbroms kan liknas vid en normal inbromsning och sker i regel mjukt, medan nödbroms syftar till att helt stanna tåget på kortast möjliga sträcka. Nödbroms medför risk för olyckor och oreda i vagnarna eftersom resenärer kan skadas och gods kan välta. Om hjulen låser sig vid inbromsning kan hjulen dessutom skadas, vilket vid stark kyla kan leda till att skadade hjul slår sönder rälsen. På grund av risken för skador vid kraftig inbromsning har svensk ATC därför sedan länge funktioner som tar hänsyn till den verkliga hastigheten under inbromsning med driftbroms, vilket kraftigt minskar risken för att man måste ta till nödbromsen.
ATC-utrustningen ombord på loket beräknar kontinuerligt tågets stoppsträcka med de olika bromsmetoderna, bland annat med hänsyn till tågets aktuella hastighet och vikt. Eftersom tåg har långa bromssträckor ligger så kallade repeter-baliser på ungefär 1 000 meters avstånd före signalen/tavlan. Repeter-baliserna repeterar informationen som ges vid "huvud-balisen" så att ATC-utrustningen vid behov kan gripa in i tillräckligt god tid.
Olika ATC-system är inte kompatibla med varandra vilket innebär att om man ska köra ett tåg över gränsen till ett område med ett annat ATC-system måste man ha utrustning som kopplar om mellan ATC-systemen, alternativt byta lok. Passagerartågen över Öresundsbron har både dansk och svensk ATC samt enheter som automatiskt kopplar om mellan dessa i full fart på Pepparholm.

## ATC i Sverige
De flesta svenska banor använder idag en version som kallas ATC-2. Sverige var väldigt tidigt ute när det gäller att ta fram ett väl fungerande ATC-system. Utvecklingsarbetet med den första prototypen startade redan i slutet på 1960-talet och ATC-1 togs i drift av SJ 1980. ATC-2 är designat för tåg som har maximalt 250 km i timmen som största tillåtna hastighet. Trafikverkets säkerhetsbestämmelser tillåter idag bara 200 km/h + viss överhastighet om det är ett tåg med bra gångegenskaper och bra bromsverkan. Programmet har en parameter som ger driftbroms vid 260 km i timmen på en bana som har 250 km per timme som största tillåtna hastighet (ATC börjar pipa vid 5 km/h över hastighetsgränsen och bromsar vid 10 km/h över. Begränsningen finns för att den tid som finns tillgänglig för att kommunicera mellan balisen i banvallen och loket blir för kort vid högre hastigheter.
Trafikverket har som ett långsiktigt mål att gå över till den nya EU-standarden ERTMS/ETCS. Som motiv för detta anges bland annat att man kan minska antalet optiska signaler och att man kan öka kapaciteten genom att överföra signaler med radio. Projektet stötte dock på problem då det visade sig att den nuvarande versionen av ERTMS/ETCS saknar vissa funktioner som redan finns i ATC-2 och som är särskilt viktiga i Sverige. Det gäller till exempel hur systemet hanterar bromskurvor (det vill säga bestämmande av när man skall bromsa och om man skall använda driftbroms eller nödbroms) samt plankorsningar. Något förenklat kan man beskriva problemet som att man med ERTMS/ETCS riskerade att få nödbroms i stället för driftbroms i ett antal olika situationer som är vanliga på den typ av banor som idag finns i Sverige. Dessutom kommer övergången att ta ett antal år vilket gör att man under den tiden kommer att ha både ATC-2 och ERTMS/ETCS i Sverige. ERTMS/ETCS kräver ny utrustning i befintliga lok och på befintliga banor.
För att möjliggöra samma lok att gå på båda typerna av signalsystem, ATC och ERTMS, utvecklades en så kallad STM (Special Transmission Module). Något förenklat kan STM sägas vara en översättningsmodul mellan det ERTMS-anpassade signalsystemet ombord och äldre signalsystem längs banan. 
För järnvägar utan ATC bygger säkerheten på att lokförarna ser de optiska signalerna och agerar efter dem. Genom ATC får föraren mer information än de optiska signalerna kan ge. På banor med ATC är därför hastigheten begränsad till 80 km/h om tåget saknar eller har felaktig ATC-utrustning.

## ATC i Norge
Norge använder samma ATC-system som Sverige, och tåg kan gå över gränsen och få ATC-funktion. I Norge skiljer man på FATC (Full ATC), och DATC (Delvis ATC). Skillnaden är att i DATC övervakas blocksträckor men vanligtvis inte hastighetsgränsen. På så sätt behöver man inte installera så många baliser. Föraren måste då följa hastighetsskyltarna vilket innebär att man inte kan ha så höga hastigheter. Det har också hänt olyckor där föraren missat hastighetsskyltar och kört alldeles för fort, så tåget spårar ur. Det finns en bana i Norge (Gardermobanen) där 210 km/h tillåts med ATC.

## ATC i Danmark
Danmark har ett eget ATC-system som kallas ZUB 123 och är en variant av systemet på schweiziska huvudbanor. Tåg som ska passera gränsen måste ha både danskt ATC och grannlandets ATC. Tåg på Öresundsbron måste ha både danskt ATC och svensk ATC. Vid Jyllands sydgräns går det däremot att byta lok (vid Padborg eller Niebüll). Många lok och tåg har dock både tyskt och danskt ATC, inklusive tåg till Flensburg och godstrafiken mellan Sverige och Tyskland körs ofta med lok utrustade för alla tre länderna. Sträckor med ATC kan ha upp till 180 km/h tillåten hastighet och sträckor utan ATC 120 km/h.

## ATC i Japan
Sedan 1964 har man haft ATC i form av broms- och fartkontroller för Shinkansen.[källa behövs]